# Yoshiki Maeda
Yoshiki Maeda (født 29. august 1975) er en tidligere japansk fodboldspiller.
Han har spillet for flere forskellige klubber i sin karriere, herunder Sagan Tosu.